# Blå härmtrast
Blå härmtrast (Melanotis caerulescens) är en fågel i familjen härmtrastar inom ordningen tättingar. Den är endemisk för västra Mexiko. Arten minskar i antal, men beståndet anses ändå vara livskraftigt.

## Utseende
Blå härmtrast är en medelstor (24–27 cm) medlem av familjen med rätt lång och något avsmalnad stjärt och lång, tunn och något nedåtböjd näbb. På rygg, vingar, stjärt, huvud och nederdelen av buken är den enfärgat blå, men kan se grå ut i skuggan. I ansiktet syns en svart mask runt de rödbruna ögonen och på bröstet mörkblå streck. Benen är svarta.

## Utbredning och systematik
Blå härmtrast delas in i två underarter med följande utbredning:
- Melanotis caerulescens caerulescens – förekommer i ek/tall-zonen i västra Mexiko (från södra Sonoraöknen till Tehuantepec-näset)
- Melanotis caerulescens longirostris – förekommer på Tres Marias-öarna (utanför västra Mexiko)

## Levnadssätt
Blå härmtrast förekommer i olika miljöer som fuktskogar, flodnära buskmarker, snår, tall- och ekskogar och ungskog. Den hittas från låga nivåer upp till 2450 meters höjd. Den är en allätare som huvudsakligen lever av ryggradslösa djur, men också visst vegetabiliskt material. Det skålformade boet byggs av kvistar och smårötter.

## Status och hot
Arten har ett stort utbredningsområde, men tros minska i antal, dock inte tillräckligt kraftigt för att den ska betraktas som hotad. Internationella naturvårdsunionen IUCN kategoriserar därför arten som livskraftig (LC).